# Пушкинский проезд (Сестрорецк)
Пу́шкинский прое́зд — проезд в городе Сестрорецке Курортного района Санкт-Петербурга. Проходит параллельно Большой Горской улице и Пушкинской улице за домами 11—17 по Пушкинской.
Название было присвоено в 1930-х годах в честь А. С. Пушкина. Почти одновременно рядом появилась Пушкинская улица.
До начала строительства КАД Пушкинский проезд был длиннее на 80 метров. Магистраль прошла через участки домов 2 и 4 на четной стороне и 1 на нечетной.